# Oedemera femoralis femoralis
Oedemera femoralis femoralis é uma subespécie de insetos coleópteros polífagos pertencente à família Oedemeridae.
A autoridade científica da subespécie é Olivier, tendo sido descrita no ano de 1803.
Trata-se de uma subespécie presente no território português.